# 韋塔島
韋塔島是印度尼西亞馬魯古省的島嶼，位於小巽他群島以東，是西南群島最大的島嶼，東西端和南北端分別相距130公里和45公里，面積3,600平方公里，最高點海拔1,412米，南面56公里是帝汶島。韋塔島居民大多信奉伊斯蘭教，小部分則信奉基督教。行政上由西南马鲁古县管理。